# Ivan Andrašić (književnik)
Ivan Andrašić (1955. – 8. veljače 2021. godine) hrvatski književnik, Šokac iz Sonte, općina Apatin, AP Vojvodina. 

Autor je pisao kazališne komade, satirične pripovijetke, eseje i poeziju, poglavito na autentičnoj šokačkoj ikavici stare akcentuacije, koja je jedno od najstarijih neknjiževnih narječja hrvatskog jezika. Piše i na hrvatskom književnom, a rjeđe i na srpskom književnom jeziku.
 
Pjesme su mu do sada objavljivane u zbirkama poezije "Lira naiva", "Rešetarski susreti pjesnika dijaspore" i "Banatsko pero".
Drame su mu objavljene u antologijama "Teška vrimena" i "Mali diplomat", te u književnom časopisu "Klasje naših ravni".
  
Napisao ih je ovim redom: 
- "Novi knez nije knez",
- "Ljubav iz baba-Mandine kujne",
- "Nije kako je suđeno, nego kako je rečeno",
- "I knez je pofalijo",
- "Sol vridnija od zlata" (dječja) i
- "Bać-Iva nije zno plivat".

Glavni i odgovorni urednik prvog broja glasila Kulturno-povijesne zajednice Hrvata Šokadija Glasa Šokadije.
U siječnju 2011. godine u nakladi Zavoda za kulturu vojvođanskih Hrvata tiskana mu je knjiga "Izgradnja kuća nabijača u Sonti u XX. stoljeću".
Kako je sam rekao, njegovi najvjerniji i najtočniji konzultanti za stari, sonćanski, šokački dijalekt, kojeg obilno rabi u svojim djelima, bile su mu njegova baka Kata i istoimena susjeda, danas pokojne.

## Vanjske poveznice
- Zvonik br. 160  Arhivirana inačica izvorne stranice od 17. svibnja 2009. (Wayback Machine) ”Književno prelo”